# Praravinia sarawacensis
Praravinia sarawacensis är en måreväxtart som beskrevs av Cornelis Eliza Bertus Bremekamp. Praravinia sarawacensis ingår i släktet Praravinia och familjen måreväxter. Inga underarter finns listade i Catalogue of Life.